# Treinramp bij Nijmegen
De treinramp bij Nijmegen was een spoorwegongeval waarbij twee reizigerstreinen, waarvan één zonder passagiers, frontaal op elkaar botsten. Het ongeval vond plaats op 28 augustus 1979 tussen station Nijmegen Dukenburg en station Nijmegen, bij de Nijmeegse Kolpingbuurt, aan de spoorlijn Tilburg - Nijmegen. Bij dit ongeval kwamen acht mensen om het leven, zeven reizigers en de machinist van trein 4365, en raakten 36 mensen gewond, waaronder de conducteur en machinist van trein 74363.

## Betrokken treinen
Twee treinen waren betrokken bij het ongeluk. Ten eerste ledig-materieeltrein 74363 naar station Nijmegen. Deze bestond uit een treinstel Mat '64, Plan V 936. De andere trein was trein 4365, met twee treinstellen van twee rijtuigen type Mat '46, de 256 en 224. Trein 74363 reed ongeveer vijf kilometer per uur, de reizigerstrein 4365 ongeveer 90 km/u.